# Jan Gitmans
Jan Gitmans (Belfeld, 5 mei 1940) is een voormalig Nederlands voetballer die tijdens zijn profloopbaan uitsluitend voor VVV uitkwam.

## Loopbaan
Gitmans maakte in 1964 de overstap van amateurclub Belfeldia naar VVV waar hij in zijn eerste seizoen geen speeltijd kreeg. In zijn tweede jaar bij de Venlose eerstedivisionist debuteerde de linksbuiten op 20 maart 1966 in de thuiswedstrijd tegen Volendam (2-2). Na afloop van dat seizoen keerde hij terug naar Belfeldia.

## Statistieken
| Seizoen         | Club            | Competitie      | Competitie | Competitie | Beker | Beker | Overige | Overige | Totaal | Totaal |
| Seizoen         | Club            | Competitie      | Wed.       | Dlp.       | Wed.  | Dlp.  | Wed.    | Dlp.    | Wed.   | Dlp.   |
| --------------- | --------------- | --------------- | ---------- | ---------- | ----- | ----- | ------- | ------- | ------ | ------ |
| 1964/65         | VVV             | Eerste divisie  | 0          | 0          | 0     | 0     | —       | —       | 0      | 0      |
| 1965/66         | VVV             | Eerste divisie  | 6          | 0          | 0     | 0     | —       | —       | 6      | 0      |
| Carrière totaal | Carrière totaal | Carrière totaal | 6          | 0          | 0     | 0     | 0       | 0       | 6      | 0      |